# The Night the Clown Cried
Chapter 27: The Night the Clown Cried (conocido como Capítulo 27: La Noche en que el Bufón Lloró" en América Latina y La noche que lloró el payaso en España) es el vigésimo séptimo episodio de la serie en general pero el primero en la segunda temporada de la serie de televisión animada Scooby-Doo! Misterios, S. A..
El guion principal fue elaborado por Mitch Watson y Curt Geda estuvo a cargo de la dirección. El episodio fue producido por la compañía Warner Bros. Animation, a manera de secuela de la serie original de Hanna-Barbera Productions, Scooby-Doo ¿dónde estás? (1969).
Se estrenó oficialmente en los Estados Unidos el 30 de julio de 2012 por Cartoon Network. En Hispanoamérica y Brasil, el episodio se estrenó oficialmente el 1 de septiembre de 2012 a las 15:30 a través de Cartoon Network.

## Argumento
El episodio inicia con un nuevo flashback que nos muestra escenas importantes de la temporada anterior; como el disco planisférico, el descubrimiento del falso padre de Fred y la separación de Misterios S.A. y luego otro flashback que muestra a Gruta de Cristal siendo atacada por un gordo y grande bebé que en su auto lanza bombas por toda la ciudad. Al ver esto la alcaldesa Janet Nettles es visitada por un hombre misterioso que le aconseja reunir a Misterios S.A., para terminar con este sufrimiento.
La alcaldesa decide reunir a misterios S.A. pero deberá encontrar a Scooby-doo. Scooby-doo se encontraba solo rodeado de vacas en una granja siendo vigilado por un granjero malvado, Scooby decide huir pero el granjero lo descubre pero la alcaldesa lo ayuda a escapar. Por otro lado, Shaggy (con un aspecto rapado, por reglas militares) se encontraba en un internado militar que fue interrumpido por Scooby-doo en un tanque de guerra y así junto a Shaggy, Scooby viaja a Cueva de Cristal en un tanque en busca de los demás miembros de Misterios S.A., al llegar encuentran a Fred (con un aspecto vagabundo) preguntando por sus padres pero al escuchar sobre el bufón van a investigar pero en medio de la investigación el Bufón llorón los ataca, logrando escapar los chicos encuentran al hombre misterioso que resulta ser Vilma y Fred decide ir por Daphne pero Vilma le cuenta que Daphne tiene un novio...
Al escuchar eso Fred va a un restaurante donde Daphne y su nuevo novio, el actor de la saga Anochecer, Baylor Hotner comen. Fred los empieza a ver, hasta que salen y Daphne cree que es un mendigo. Atónito porque Daphne no lo recordó, Fred queda en blanco. La alcaldesa lleva a Misterios S.A. a donde unos padres preocupados (entre ellos los padres de Shaggy que se sorprendieron al verlos pero Shaggy miente que está en una misión secreta para el gobierno) quieren saber si Misterios S.A. puede acabar con el Bufón Llorón, pero son interrumpidos por el Bufón que pide dinero; pero cuando la alcaldesa lo niega, la gente corre por una bomba del Bufón.
Fred se da cuenta de que es hora de una trampa, pero para eso necesitan a Daphne y entonces van a la mansión Blake aunque Daphne termina rechazando a Fred debido a que la dejó por una trampa. Misterios S.A. pone en práctica su trampa, pero Fred sigue convencido de que Daphne vendrá; Scooby y Shaggy se disfrazan de empleados de una tienda de donas, el payaso aparece para atacarlos y luego una dona gigante lo manda a la tienda de donas que resulta ser una fábrica. El bufón queda tieso por la harina dura, pero como Daphne nunca llega, el payaso con las manos libres, se libera. Desafortunadamente había una tienda de fuegos artificiales al lado, por lo que el bufón los explota todos y huye. Tristes porque el villano huye, Misterios S.A. admite su derrota y Fred termina diciendo «Misterios S.A. no será el mismo sin Daphne».